# Heteropoda cyperusiria
Heteropoda cyperusiria este o specie de păianjeni din genul Heteropoda, familia Sparassidae, descrisă de Alberto Barrion și Litsinger, 1995.
Este endemică în Filipine. Conform Catalogue of Life specia Heteropoda cyperusiria nu are subspecii cunoscute.